# طبقات أعلام الشيعة
طبقات أعلام الشيعة هو كتاب موسوعي من تأليف المحدِّث الشيعي الإيراني المعروف آغا بزرگ الطهراني كتبه باللغة العربيَّة، وجعله في طبقات في ذكر أعلام الشيعة حسب القرون، وأعطى لكل قرنٍ اسماً خاصاً، فموسوعة طبقات أعلام الشيعة تتكون من:
1. نوابغ الرواة في رابعة المآت.
2. إزاحة الحلك الدامس بالشموس المضيئة في القرن الخامس.
3. الثقاة العيون في سادس القرون.
4. الأنوار الساطعة في المائة السابعة.
5. الحقائق الراهنة في تراجم أعيان المائة الثامنة.
6. الضياء اللامع في عباقرة القرن التاسع.
7. إحياء الداثر من مآثر أهل القرن العاشر.
8. الروضة النضرة في علماء المائة الحادية عشرة.
9. الكواكب المنتثرة في القرن الثاني بعد العشرة.
10. الكرام البررة في القرن الثالث بعد العشرة.
11. نقباء البشر في القرن الرابع عشر.